# مجموعة كي بي المالية
شركة مجموعة كيه بي المالية هي شركة مالية قابضة مقرها الرئيسي في سيول ، كوريا الجنوبية . تقدم المجموعة وشركاتها التابعة مجموعة واسعة من الخدمات المصرفية والمالية. إنه أحد البنوك المحلية ذات الأهمية النظامية (D-SIBs) بمعنى أخر إحدى شركات الخدمات المالية الكبرى في كوريا الجنوبية . التي حددتها لجنة الخدمات المالية .